# Parti vert EKO
Le Parti Vert EKO (en serbe : Зелена странка EKO et Zelena stranka EKO) est un parti politique écologiste de Serbie. Il a été créé le 10 février 1990 et a été officiellement enregistré le 1er novembre 2001. Il est présidé par Budimir Babić.
Le Parti Vert EKO a son siège à Vrsac, dans la province autonome de Voïvodine.
Au second tour de l'élection présidentielle serbe de 2008, il a apporté son soutien au président sortant Boris Tadić.